# Aboën
Aboën – miejscowość i gmina we Francji, w regionie Owernia-Rodan-Alpy, w departamencie Loara.
Według danych na rok 1990 gminę zamieszkiwało 186 osób, a gęstość zaludnienia wynosiła 21 osób/km² (wśród 2880 gmin regionu Rodan-Alpy Aboën plasuje się na 1441. miejscu pod względem liczby ludności, natomiast pod względem powierzchni na miejscu 1214.).

## Populacja

Populacja Aboën w latach 1962–2008